# Melanothrix nicevillei
Melanothrix nicevillei is een vlinder uit de familie van de Eupterotidae. De wetenschappelijke naam van de soort is voor het eerst geldig gepubliceerd in 1896 door Hampson.